# Saeed Al-Menhali
Saeed Al-Menhali (سعيد المنهالى) (sinh ngày 4 tháng 2 năm 1994) là một cầu thủ bóng đá Các Tiểu vương quốc Ả Rập Thống nhất. Hiện tại anh thi đấu cho Al Ain.